# 河南省地震局
河南省地震局，是中国地震局和河南省人民政府双重领导，以中国地震局为主的事业单位。根据河南省人民政府授权，依法履行防震减灾主管机构的各项职责，承担本行政区域内防震减灾工作政府行政管理职能。

## 沿革
河南省地震局的前身，系由国家地震局物探大队于1975年分出部分人员成立的河南省地震队。1977年正式成立了河南省地震局，下设分析预报室、仪器维修室、科研室等业务单位。